# Florencio Varela (partido)
Florencio Varela (Partido de Florencio Varela) is een partido in de Argentijnse provincie Buenos Aires. Het bestuurlijke gebied telt 400.000 inwoners. Tussen 1991 en 2001 steeg het inwoneraantal met 36,9%.

## Plaatsen in partido Florencio Varela
- Bosques
- Estanislao Severo Zeballos
- Florencio Varela
- Gobernador Julio A. Costa
- Ing. Ardigó
- Ingeniero Juan Allan
- La Capilla
- Villa Brown
- Villa San Luis
- Villa Santa Rosa
- Villa Vatteone